# Атомна орбитала
Атомна орбитала (АО) е математическа (вълнова функция), която описва поведението на един или най-много два електрона в един атом. Орбиталата се определя от квантовото състояние на този електрон, тоест от неговите квантови числа. Вълновата функция има различна форма и пространствена насоченост за всеки отделен електронен слой, подслой и клетка и в математическо отношение представлява решение на уравнението на Шрьодингер при зададени стойности на квантовите числа:
- Главно квантово число (n) – отговарящо на номера на слоя, в който се намира електронът
- Орбитално квантово число (l) – отговарящо на подслоя, в който се намира електронът
- Магнитно квантово число (m) – отговарящо на квантова клетка от подслоя, в която се намира електронът
- Спиново квантово число (s) – отговарящо на спина, който има електронът, намиращ се в тази квантова клетка.

За всяка различна комбинация от стойности на квантовите числа има различно решение на уравнението. Отделните решения показват разпростирането на вълната на електрона в пространството около ядрото. Най-общо всяка една квантова клетка отговаря на отделна орбитала.
Наименованието „орбитала“ (вместо орбита) отразява геометричната представа за онагледяване на стационарните състояния на електрона в атома и по-точно факта, че тези състояния се описват със законите на квантовата механика и се отличават от класическото движение по определена траектория. Съвкупността от атомни орбитали с еднакво главно квантово число n съставя един електронен слой.

## Описание
След решаване на уравнението на Шрьодингер за електрон, намиращ се на определен слой, подслой и квантова клетка като резултат се получава вълнова функция. Но много време след откриването на уравнението много учени и дори самият Шрьодингер не били сигурни какво всъщност означава тази вълнова функция.
С развитието на квантовата механика вече има по ясна представа за това. Атомната орбитала представлява формата на вълната на електрона в това определено състояние. Електроните са частици с „двойствена природа“. В едни случаи те могат да се разглеждат като частици, а в други – като вълни (виж Корпускулярно-вълнов дуализъм). Според квантовата теория всяка елементарна частица (каквато е и електронът) всъщност представлява възбуждане на съответното ѝ поле. Тоест електронът е възбуждане на електронното поле. Хигс бозонът е възбуждане на полето на Хигс. Тези „полета“ се смятат за безкрайни и преминаващи през цялата вселена. Тези възбуждания в полетата са под формата на енергийни вълни в поле, аналогично на това как една вълна в океана е възбуждане на самия океан. А тези вълни в електронното поле всъщност представляват материята, която сме свикнали да наричаме електрон. Точно за това електронът не може да се възприема толкова като нещо материално (като много малко топче), а по-скоро като безкрайна вълна от енергия, по-силна на едни места и по-слаба на други. И орбиталата е точно тази вълна в електронното поле, олицетворяваща електрона.

## Орбита ≠ орбитаЛА ≠ електронен облак
Понятието орбитала е понятие от квантовата механика. To обаче не трябва да се смесва c използваното от квантовата теория понятие орбита. Орбитата е реално съществуваща траектория, по която се движи дадена частица или тяло.
Орбиталата е вълнова функция на един електрон с определена енергия намиращ се около ядрото на даден атом. С нейна помощ може да се изчисли разпределението на електронната плътност. Ако се изчисли това разпределение, се намира формата на електронния облак, за даденото състояние на електрона около атома. Електронният облак, а не орбиталата, е частта от пространството, в която е възможно да намерим електрона (като частица). Но формата на АО и на облака са доста сходни като форма и насоченост. И до двете се достига след решаване на уравнението на Шрьодингер.

## Геометрично представяне
Геометричното представяне на атомната орбитала е областта от пространството, ограничена от повърхност с равна плътност на вероятността или електричния заряд. Обикновено плътността на вероятността за намиране на електрона в тази ограничена област варира в диапазона 0,9 – 0,99.
Тъй като енергията на електрона се определя от кулоновото взаимодействие и зависи от разстоянието до ядрото, главното квантово число n определя размера на орбиталата. Нейната форма и симетрия се определят от орбиталното и магнитното квантови числа l и m: s-орбиталите имат сферична симетрия, p-, d- и f-орбиталите имат по-сложна форма, определяна от ъгловите компоненти на вълновата функция. Линейната им комбинация определя положението на орбиталите спрямо осите на координатната система.

## Запълване на орбиталите с електрони
На всяка орбитала може да се намират не повече от два електрона, различаващи се по стойността на спиновото квантово число s (или по спин). Това се определя от принципа на Паули. Редът за запълване на орбиталите с електрони с едно значение на главното квантово числа n се определя от правилото на Клечковски, а редът за запълване на орбиталите с електрони в рамките на едно подниво (т.е. орбитали с еднакво главно квантово число n и орбитално квантово число l) се определя от правилото на Хунд.
Краткият запис на разпределението на електроните в атома по различните нива според тяхното главно и орбитално квантови числа n и l се нарича електронна конфигурация на атома.